# 下瑟尔内克
下瑟尔内克，是匈牙利沃什州所辖的一个村，总面积10.02平方公里，总人口377，人口密度37.6人/平方公里（2010年1月1日）。